# Wagon de garnison Peacekeeper
Le wagon de garnison Peacekeeper est un système ferroviaire faisant partie du programme de missile balistique intercontinental Peacekeeper des États-Unis. 

## Concept

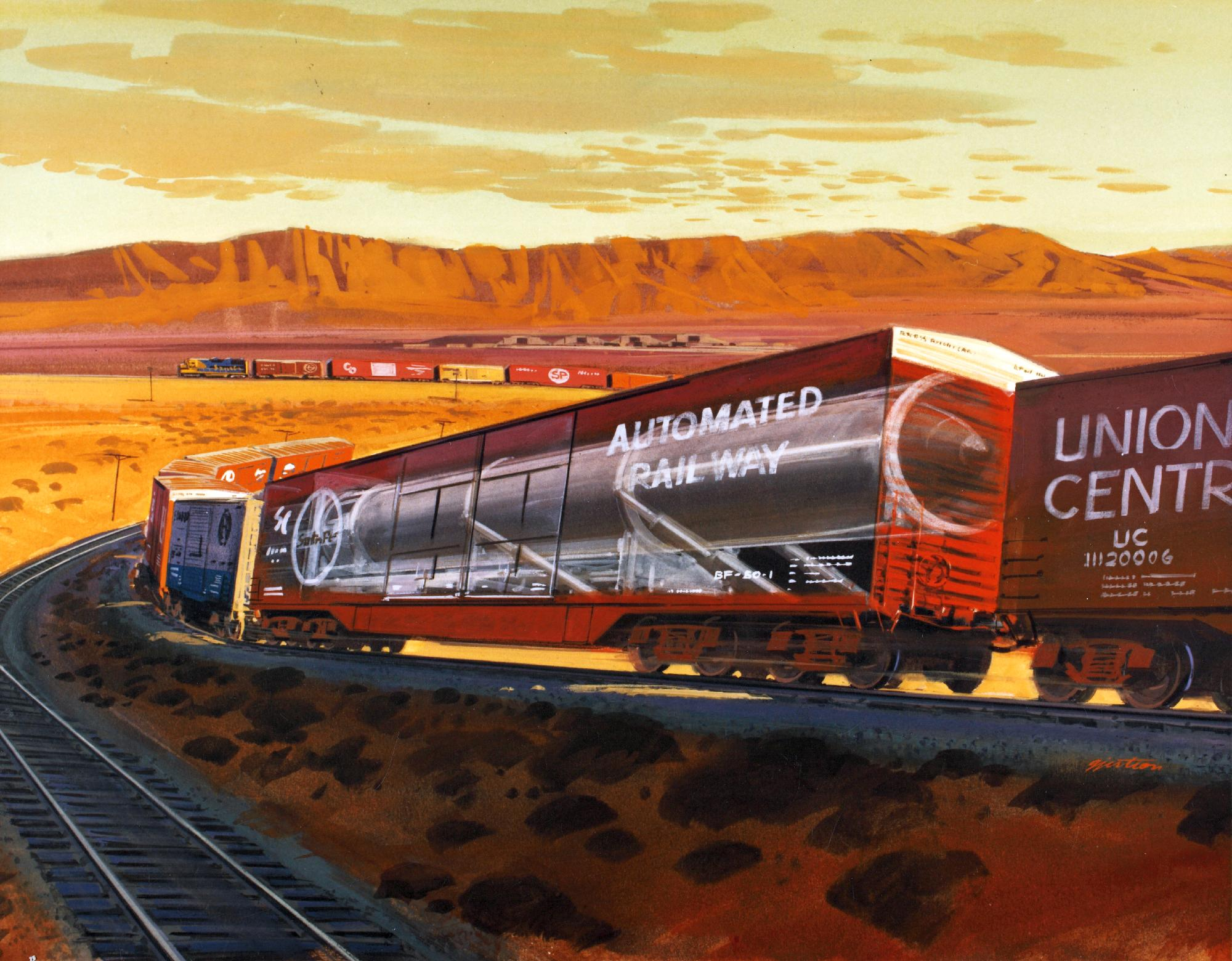
Le wagon cachant le missile à l'intérieur, tiré par un train de marchandises. Le wagon est peint pour ressembler à un wagon de fret standard.

Le 19 décembre 1986, la Maison-Blanche annonce son approbation par le président Ronald Reagan. Pour augmenter la capacité de survie de cette force, 50 missiles Peacekeeper seraient montés sur 25 trains de l'US Air Force, deux par train. Chaque train serait composé de deux locomotives, deux wagons de sécurité, deux wagons de lancement de missiles abritant les missiles, un wagon de contrôle de lancement, un wagon de carburant et un wagon de maintenance. Chaque wagon de lancement contient un Peacekeeper dans un tube de lancement qui pourrait être érigé pour tirer le missile depuis le wagon en question. Chaque wagon de lancement mesure 26,5 m et pèse plus de 235 tonnes en pleine charge.

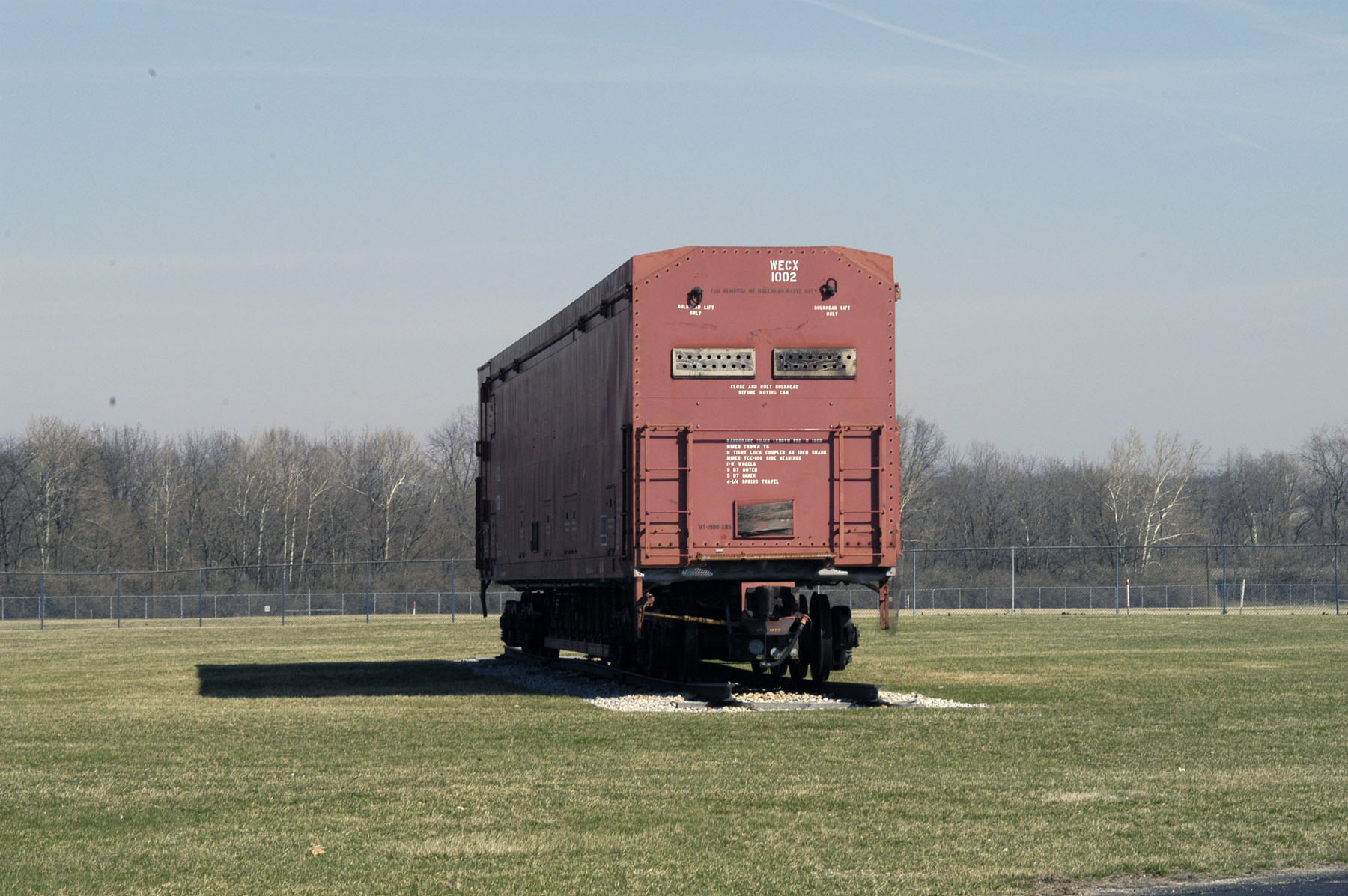
Extrémité du wagon.

Les trains seraient garés dans des refuges situés sur des bases du Strategic Air Command, sur la partie continentale des États-Unis, et avec les missiles en alerte stratégique continue. Si nécessaire, les trains pourraient être dispersés sur le réseau ferroviaire américain, ce qui les rendrait extrêmement difficiles à localiser et à détruire. Le déploiement de cette « garnison de rail », dont le cout estimé en 1989 était de 6 milliards de dollars, est interrompu en 1991, lorsque retombent les tensions liées à la guerre froide. Les principales entreprises intervenant sur le système de garnison de rail sont Boeing Aerospace Corporation, Westinghouse Marine Division et Rockwell International Autonetics. Deux wagons ont été construits.